# Residensslottet i Poznań

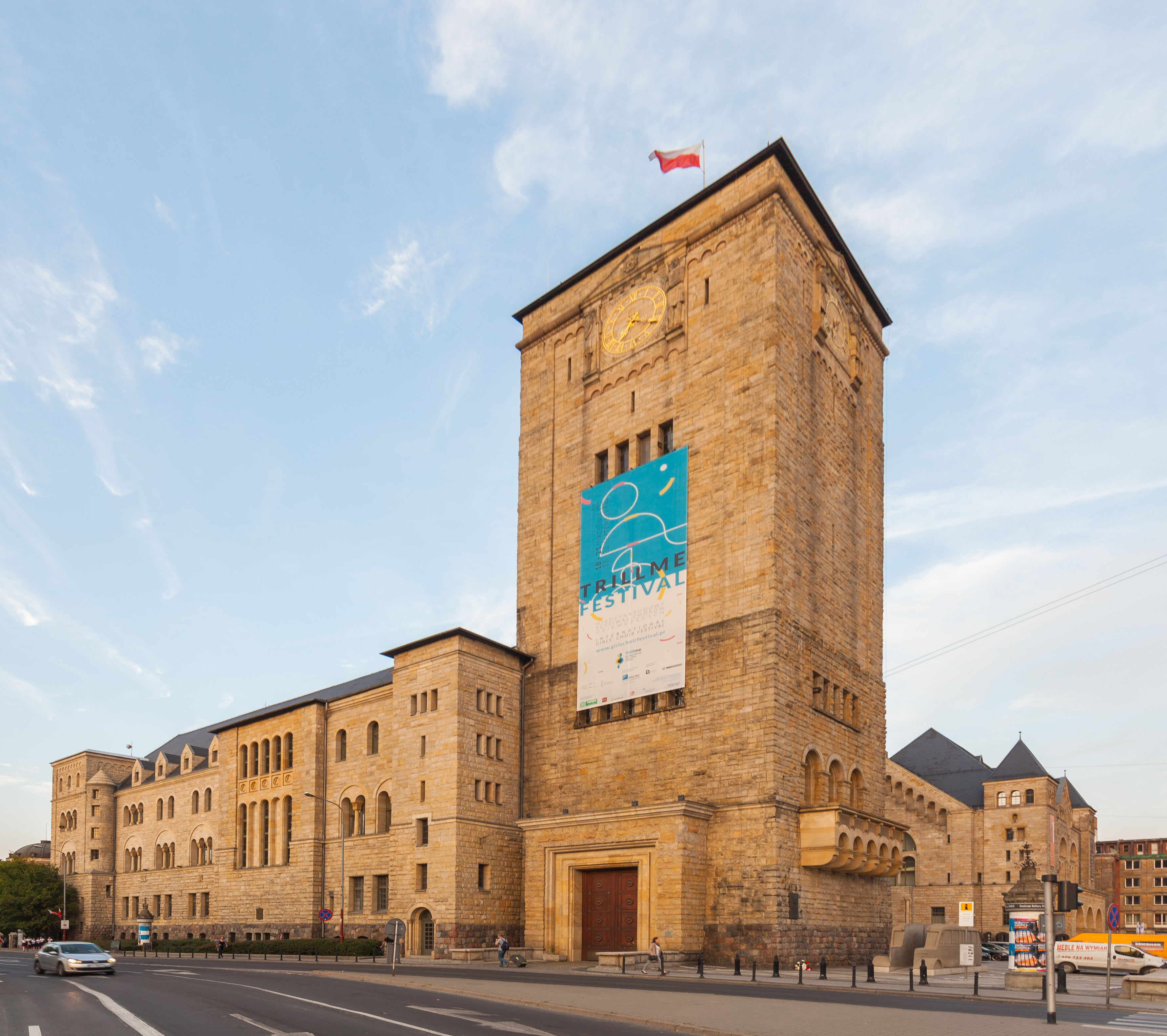
Residensslottet i Poznań

Residensslottet i Poznań (Kejserliga slottet i Poznań), polska Zamek Cesarski w Poznaniu (tyska Königliches Residenzschloss Posen) är ett slott i Poznań som ritades av Franz Schwechten för den tyska kejsaren Vilhelm II av Tyskland 1905-1910. Efter 1918 kom det att husera olika myndigheter och är idag plats för olika kulturevenemang.
Under stadens tyska tid skapade ett antal representiva hus på platsen: Posten, en kunglig akademi, teater, musikakademi samt ett monument över Otto von Bismarck. 1905-1910 följde uppförandet av slottet i nyromansk stil som skulle föra tanken till det tysk-romerska riket. Slottet invigdes genom ett besök av kejsaren som då gavs nyckeln till slottet.